# Кубок Німеччини з футболу 2002—2003
Кубок Німеччини з футболу 2002—2003 — 60-й розіграш кубкового футбольного турніру в Німеччині. У кубку взяли участь 64 команди. Переможцем кубка Німеччини в одинадцятий раз стала мюнхенська Баварія.

## Другий раунд
| Команда 1                 | Рахунок         | Команда 2                         |
| ------------------------- | --------------- | --------------------------------- |
| 5 листопада 2002          |                 |                                   |
| Мюнхен 1860               | 2:2 дч пен. 8:7 | Вольфсбург                        |
| Фрайбург (2)              | 3:0             | Боруссія (Дортмунд)               |
| Гамбург                   | 2:0             | Дуйсбург (2)                      |
| Рот-Вайс (Обергаузен) (2) | 1:0             | Армінія (Білефельд)               |
| Ганза                     | 1:0             | Айнтрахт (Франкфурт-на-Майні) (2) |
| Гоффенгайм 1899 (3)       | 1:5             | Кельн (2)                         |
| Унтерахінг (3)            | 1:0             | Уніон (Берлін) (2)                |
| 6 листопада 2002          |                 |                                   |
| Балінгер (5)              | 1:2             | Вальдгоф (2)                      |
| Гольштайн (Кіль) (3)      | 1:2             | Бохум                             |
| Баварія                   | 2:1             | Ганновер 96 (2)                   |
| Кікерс (Оффенбах) (3)     | 2:3 дч          | Нюрнберг                          |
| Баєр 04                   | 3:0             | Штутгарт                          |
| Санкт-Паулі (2)           | 0:3             | Вердер                            |
| Енергі (Котбус)           | 0:1             | Кайзерслаутерн                    |
| Рот Вайс (Ален) (2)       | 3:1             | Ройтлінген-1905 (2)               |
| Шальке 04                 | 5:0             | Боруссія (Менхенгладбах)          |

## Третій раунд
| Команда 1           | Рахунок         | Команда 2                 |
| ------------------- | --------------- | ------------------------- |
| 3 грудня 2002       |                 |                           |
| Мюнхен 1860         | 2:1             | Рот-Вайс (Обергаузен) (2) |
| Гамбург             | 0:1             | Бохум                     |
| Унтерахінг (3)      | 2:1             | Ганза                     |
| Баєр 04             | 2:1             | Вальдгоф (2)              |
| 4 грудня 2002       |                 |                           |
| Рот Вайс (Ален) (2) | 1:2             | Вердер                    |
| Нюрнберг            | 0:2             | Кельн (2)                 |
| Кайзерслаутерн      | 2:0             | Фрайбург (2)              |
| Баварія             | 0:0 дч пен. 5:4 | Шальке 04                 |

## Чвертьфінали
| Команда 1      | Рахунок         | Команда 2      |
| -------------- | --------------- | -------------- |
| 4 лютого 2003  |                 |                |
| Баварія        | 8:0             | Кельн (2)      |
| 5 лютого 2003  |                 |                |
| Бохум          | 3:3 дч пен. 3:4 | Кайзерслаутерн |
| Унтерахінг (3) | 2:2 дч пен. 4:5 | Баєр 04        |
| Мюнхен 1860    | 1:4 дч          | Вердер         |

## Півфінали
| Команда 1      | Рахунок | Команда 2 |
| -------------- | ------- | --------- |
| 4 березня 2003 |         |           |
| Кайзерслаутерн | 3:0     | Вердер    |
| 5 березня 2003 |         |           |
| Баварія        | 3:1     | Баєр 04   |

## Фінал
| 31 травня 2003 19:30 (CET) |

| Баварія                           | 3:1      | Кайзерслаутерн |
| --------------------------------- | -------- | -------------- |
| Баллак 3', 10' (пен.) Пісарро 50' | Протокол | Клозе 80'      |

| Олімпіаштадіон, Берлін Глядачів: 70 490 Арбітр: Луц Міхаель Фреліх |